# Hagerman Fossil Beds National Monument
Hagerman Fossil Beds National Monument ist ein Schutzgebiet vom Typ eines National Monuments im Süden des US-Bundesstaates Idaho. Es liegt in der Snake River Plain am Ufer des Snake River und bewahrt eine Fossilienlagerstätte aus der Epoche des Pliozäns, vor etwa 3,5 Millionen Jahren. Das bedeutendste Fossil des Gebietes ist das Hagerman-Pferd (Plesippus shoshonensis, ursprünglich Equus simplicidens).
Das Schutzgebiet wurde 1988 eingerichtet und wird vom National Park Service verwaltet.

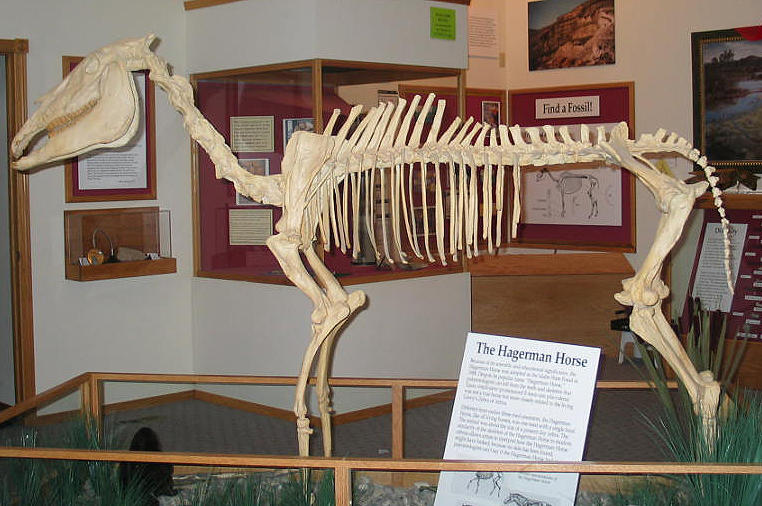
Montiertes Skelett von Plesippus shoshonensis, ursprünglich Equus simplicidens

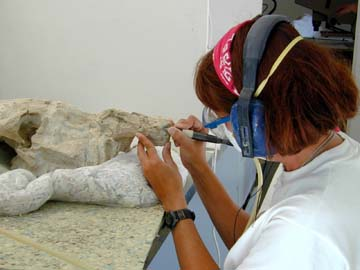
Paläontologin präpariert den Schädel eines Hagerman-Pferdes

## Beschreibung
Im 19. Jahrhundert führte der Oregon Trail, auf dem frühe Siedler über die Rocky Mountains den Pazifischen Nordwesten erreichten, entlang dem Snake River und durch das Gebiet des heutigen National Monuments. In die bis zu 200 m hohe Flussterrasse des Snake Rivers sind die Fossilien eingelagert.
Die ersten Ausgrabungen im Gebiet fanden 1929 statt und wurden von der Smithsonian Institution durchgeführt. Ein lokaler Rancher hatte Wissenschaftler auf Funde auf seinem Land aufmerksam gemacht. Die Grabungen erbrachten Funde von 140 fossilen Arten, davon 44 Erstfunde und acht Arten wurden bisher nur in Hagerman Fossil Beds gefunden. 
Das Schutzgebiet wurde 1988 auf dem Westufer des Flusses errichtet, das in diesem Abschnitt den Prallhang darstellt, weshalb die besten Funde hier gemacht wurden. Im Jahr 1997 wurden im Rahmen einer durch Sponsoren finanzierten Notgrabung wegen drohender Erdrutsche weitere Erkenntnisse über die Gestalt der Region vor 3,5 Millionen Jahren gemacht. Die Pferde starben nicht an den heutigen Fundorten, sondern wurden durch die langsame Strömung eines breiten, flachen Flusses transportiert und in der heutigen Fundsituation abgelagert. 
Das Besucherzentrum mit Ausstellung zur Geschichte des Gebietes und den Fossilienfunden liegt auf dem anderen Flussufer im Ort Hagerman. Es enthält auch eine kleine Präsentation über die Geschichte der Internierung japanischstämmiger Amerikaner im Zweiten Weltkrieg, weil Hagerman Fossil Beds National Monument auch den rund 60 km entfernten Minidoka National Historic Site mitbetreut, solange diese Gedenkstätte noch über keine eigenen Einrichtungen verfügt.